# Jacques d'Arnoux
Pour les articles homonymes, voir d'Arnoux.
 (novembre 2011).
Jacques d'Arnoux, né le 14 février 1896 à Seignelay (Yonne) et mort le 26 avril 1980 aux Arcs (Var) est un militaire, aviateur, écrivain et essayiste français.

## Biographie
Né d'un père, Charles, lieutenant au 24e RI à Rouen et de Marthe Marie Sautumier. Après une scolarité à Saint-Malo, Auxerre et Joigny, il fréquente l'Institution Saint-Romain de Rouen de 1909 à 1911 puis le collège de Dieppe. Au moment de la déclaration de la Première Guerre mondiale, en 1914, âgé de dix-huit ans, Jacques d'Arnoux s'engage au 12e régiment de cuirassiers à Rambouillet, puis demande à être intégré dans l'infanterie et rejoint le régiment que commande son père, le 116e régiment d'infanterie. Promu aspirant, il commande une section de la 1re compagnie lors de l'attaque de son unité sur Tahure, petit village de la Marne.
Le 25 septembre 1915, il est grièvement blessé d'une balle à la cuisse et parvient à gagner seul le poste de secours. Après son évacuation, il échappe à l'amputation et réapprend à marcher. Âgé de vingt ans, il retourne au front comme sous-lieutenant à la 5e compagnie du 62e RI. En novembre 1916, le lieutenant d'Arnoux passe dans l'aviation comme officier observateur.
Le jeudi 6 septembre 1917, il monte à bord d'un Sopwith piloté par l'adjudant Carré. Ils ont pour mission d'intercepter un avion allemand dont les reconnaissances fréquentes gênent l'armée française. Jacques d'Arnoux raconte: « Voici le Chemin des Dames, le chemin maudit qui s'allonge sur sa crête chauve et décharnée. Nous montons légèrement : le fort de la Malmaison s'élève dans un halo... Fantôme-As ! Fantôme-As ! C'est lui. Je l'ai vu ! Il évolue au-dessous, mitraille, virevolte et lance ses fusées. Sans l'inclinaison des ailes dans les renversements, on croirait qu'il roule au sol. Nous piquons sur lui, et dans un virage j'attaque ... Dès les premières balles, il se dérobe et s'enfuit à tire-d'aile vers le nord... C'est un traquenard. [...] Soudain, deux avions couplés débouchent de l'ombre et fondent sur nous comme deux condors... " Les croix noires ! Les croix noires ! " Je fais volte-face, les mitrailleuses sont braquées sur les assaillants et, à genoux sur ma banquette, je tire farouchement. Les rapaces grossissent, grossissent et arrivent dans le sillage de l'appareil. » L'adjudant Carré est tué par une rafale, l'avion s'écrase entre les lignes françaises et allemandes. Jacques d'Arnoux sort de son évanouissement, il est incapable de se traîner et gît dans une mare d'essence échappée du réservoir de l'avion. Les Allemands le mitraillent, mais des zouaves du 4e Régiment mixte de l'armée française ont été envoyés en patrouille. Ils lui demandent de se traîner jusqu'à eux, mais il en est incapable : ses membres inférieurs sont paralysés, on diagnostiquera plus tard une fracture de la colonne vertébrale et une lésion de la moelle épinière. À la tombée de la nuit, il voit apparaître trois soldats allemands qui l'épargnent. S'ensuit alors un nouveau bombardement du site de l'avion par l'aviation allemande. Il est enfin secouru par une patrouille de 8 zouaves, vingt-quatre heures après l'accident.
Durant les 5 années qui suivent, il séjournera d'hôpital en hôpital pour effectuer sa rééducation. À force de volonté, il reprend non seulement des forces, mais il va parvenir à remarcher.
Le 30 août 1978, il épouse Hélène Varenne-Caillard.
À l'issue de la cérémonie des obsèques, célébrée en l’église des Arcs le 30 avril 1980, les honneurs militaires sont rendus à ce grand officier de la Légion d'honneur, médaillé militaire et croix de guerre avec palmes.

## Décorations
- Croix de guerre 1914–1918
- Médaille militaire
- Grand officier de la Légion d'honneur